# Masashi Asaki
Masashi Asaki (朝基まさし, Asaki Masashi, nascut el 2 de març de 1970 en Osaka, Japó) és un mangaka japonès. És més conegut per les seues sèries Psychometrer Eiji i Kunimitsu no Matsuri, ambdues escrites per Tadashi Agi sota el nom d'Ando Yuma, ambdues de les quals han sigut adaptades a sèries drama de televisió. La seua sèrie manga actual, que escriu i dibuixa ell a soles, és Denshi no Hoshi. Estes tres sèries són inusuals pel manga shōnen en ordre per tractar temes polítics. Amb Agi, va rebre en 2003 el Kodansha Manga Award per a shōnen amb Kunimitsu no Matsuri.
Fou un assistent de Tsukasa Ōshima.